# 3-й Арканзасский пехотный полк
3-й Арканзасский пехотный полк (англ. 3d Arkansas Infantry Regiment, май 1861 — 12 апреля 1865) — пехотный полк армии Конфедерации в годы гражданской войны в США, самый известный полк штата Арканзас. Полк сформировал полковник Альберт Раст и некоторое время лично им командовал. Позже командиром стал полковник Ван Маннинг. Полк был частью Северовирджинской армии генерала Ли. Полк прошел всю войну от конца 1861 года до капитуляции при Аппоматоксе в 1865 году. Этот полк был единственным арканзасским полком на восточном театре боевых действий. Это также был единственный арканзасский полк, прослуживший всю войну — остальные арканзасские полки набирались примерно на один год.

## Боевой путь
С самого момента своего вхождения в Армию Конфедерации 3-й Арканзасский заслужил славу самого выдающегося и уважаемого полка в армии. Однако, первые его действия были не вполне удачны. Сам полк представлял собой мальчиков провинциального вида, плохо одетых и плохо вооруженных. Но негативное мнение об этих людях изменилось очень быстро.
Полк прошел почти все сражения восточного театра и сражение при Чикамоге на западе. В большинстве сражений полк действовал в составе знаменитой техасской бригады — вместе с 1-м, 4-м и 5-м техасскими полками. В Семидневной битве полк участвовал в составе дивизии Бенджамина Хьюджера, в бригаде Уокера. В сражении при Энтитеме он находился в составе дивизии Уокера, и командовал полком полковник Джон Риди. В состав техасской бригады полк вошел перед Фредериксбергом.

## Капитуляция
Когда 9 апреля 1865 года генерал Роберт Ли сдался у Аппоматтокса, в арканзасском полку осталось всего 144 человека из 1353 человек, набранных за время войны.